# Drwionek okrętowiec
Drwionek okrętowiec (Lymexylon navale) – owad z rzędu chrząszczy. Długość 7-13 mm. Ciało wydłużone, na pokrywach skrzydeł posiada delikatne żeberka. Owady dorosłe spotykane głównie w czerwcu i lipcu.
Samica składa jaja na zwalonych, leżących kilka lat pniach dębów lub w szparach zranionych dębów stojących. Z jaj wylęgają się białe larwy, które wyżerają w drewnie prostoliniowe chodniki.
Zasiedla Europę, głównie środkową, sięgając na północ do Petersburga, a na wschód do Jarosławia w Rosji. Podawany też z Azji Mniejszej, w tym Turcji.